# Lluïsa Vilaseca Blasi
Lluïsa Vilaseca Blasi (Barcelona, 3 de maig de 1952) és una exfutbolista catalana, considerada una de les pioneres del futbol femení a Catalunya.
Migcampista, disputà el primer partit del Futbol Club Barcelona femení –sota el nom de Selecció Ciutat de Barcelona–, juntament amb altres futbolistes com Carme Nieto, Alicia Estivill, Lolita Ortiz i Imma Cabecerán, principal promotora de l'esdeveniment. El partit es jugà a l'estadi Camp Nou davant 60.000 espectadors contra la Unió Esportiva Centelles el dia de Nadal de 1970. Es retirà el juny de 1973 per motius laborals.